# Moshe haDarshan
Ne doit pas être confondu avec Moïse Narboni.
Rabbi Moshe HaDarshan (hébreu : רבי משה הדרשן Rabbi Moïse le Prédicateur) est un rabbin et exégète biblique ayant vécu à Narbonne vers le milieu du XIe siècle. Il est le premier érudit judéo-languedocien dont les écrits soient connus et cités par des autorités rabbiniques ultérieures.

## Éléments biographiques
D'après un manuscrit en possession de l'Alliance israélite universelle contenant les parties du Sefer Youhassin d'Abraham Zacuto qui ont été omises de l'édition de ce livre par Samuel Shullam, Moshe descend d'une famille distinguée de Narbonne ; son arrière-grand-père Avoun, son grand-père Moshe ben Avoun, et son père Jacob ben Moshe ben Avoun ont tous dirigé l'académie talmudique de Narbonne. Lui-même occupera cette position, et elle sera reprise à sa mort par son frère, Levi.

## Œuvre
Moshe Hadarshan a rendu plusieurs décisions rabbiniques, citées entre autres par Rabbenou Tam et Abraham ben Isaac. Il est cependant principalement connu comme le représentant le plus éminent de l'exégèse midrashique au XIe siècle, avec Tobie ben Eliezer. 

### LeYessod
Son commentaire sur la Bible, qui n'est plus connu que par les citations que fait Rachi du « Yessod de Rabbi Moshe HaDarshan, » contiendrait des extraits d'œuvres antérieures de aggada (exégèse non-législative de la Bible) ainsi que des explications midrashiques du crû de l'auteur. Cependant, Abraham Epstein a démontré qu'il ne s'agissait pas d'une œuvre arrangée systématiquement mais, au contraire, d'une simple collection de notes effectuées par l'auteur; ce serait aussi pour cette raison que le livre est cité sous des noms différents par divers auteurs.
Il semble aussi que le Yessod ait influencé d'autres Midrashim, dont Bemidbar Rabba et le Midrash Tadshe, lequel tente de montrer, par le biais de l'interprétation aggadique-symbolique, les parallèles entre le monde, l'humanité et le Tabernacle. Abraham Epstein en attribue la paternité à Moshe HaDarshan. 
Moshe HaDarshan a par ailleurs expliqué les expressions obscures de certaines pièces liturgiques. 
On lui attribue aussi un midrash sur les Dix Commandements et un poème de confession (viddouï).

### Bereshit Rabbati
Le midrash Bereshit Rabbati est amplement cité par Raimond Martin dans son Pugio Fidei et attribué à Rabbi Moshe hadarshan. Isaac Abravanel qui connaît le Pugio Fidei mais non le midrash cité, conclut à un faux. Un manuscrit est cependant découvert au XIXe siècle par le rabbin et maskil Solomon Judah Loeb Rapoport qui, incapable d’en déterminer la provenance, le montre à Leopold Zunz, lequel identifie des passages similaires au livre de Martin et conclut qu’il est le fruit de Moshe hadarshan ou son école. Cependant, Salomon Buber qui a étudié le manuscrit, légué par le rabbin Rapoport à la communauté de Prague, n’y retrouve aucun parallèle avec les écrits ou enseignements connus de Moshe hadarshan, et estime qu’il s’agit de deux midrashim originellement distincts, d’origine inconnue. Abraham Epstein, considérant la copie de Buber, s’accorde avec Zunz, bien qu’il considère que le compilateur du Midrash s'est seulement inspiré du Yessod, en particulier de l'interprétation midrashique de la Création. La copie de Buber est transmise par Avigdor Aptowitser à Hanoch Albeck qui l’édite en 1940 dans le journal Mekitze Nirdamim. Une nouvelle édition est préparée en 1967.
Bereshit Rabbati se distingue par son incorporation de matériaux apocryphes aux côtés des sources juives canonisées par les rabbins.

## Postérité
Moshe HaDarshan a eu pour fils Juda HaDarshan, et le dénommé Joseph HaHassid mentionné dans les addenda de Samuel ben Jacob ibn Jam à l’Aroukh de Nathan ben Yehiel est probablement le fils de Juda HaDarshan. 
Il a eu pour disciples Nathan ben Yehiel, qui cite souvent ses explications de termes et passages talmudiques, ainsi que, selon le Sefer Youhassin d'Abraham Zacuto et le manuscrit de l'Alliance Israélite Universelle mentionné plus haut, Moïse Anav, Moïse  ben Joseph ben Merwan Levi et Abraham ben Isaac (l'auteur du Sefer ha-Eshkol). 
Abraham Epstein suppose que Moshe a également eu pour disciple un certain Rabbi Shemaya, dont les explications d'enseignements de Moshe HaDarshan sont citées dans Bereshit Rabba Rabbati et Bemidbar Rabba. Il identifie ce Rabbi Shemaya à Shemaya de Soissons, auteur d'un midrash sur la parashat Terouma, dont les conceptions cosmologiques semblent avoir été influencées par celles de Moshe HaDarshan.